# Torre Cajetani
Torre Cajetani település Olaszországban, Lazio régióban, Frosinone megyében. Lakosainak száma 1293 fő (2023. január 1.). Torre Cajetani Fiuggi, Guarcino és Trivigliano községekkel határos.

## Népesség
A település lakossága az elmúlt években az alábbi módon változott:
| Lakosok száma | 1345 | 1358 | 1293 |
|               | 2017 | 2018 | 2023 |